# Dorothy Tutin
Dorothy Tutin (Londres, 8 de abril de 1930-Midhurst, 6 de agosto de 2001) fue una actriz inglesa de teatro, cine y televisión.

## Biografía
Nació en Londres el 8 de abril de 1930. Es hija de John Tutin y de Adie Evelyne Fryers Tutin y fue educada en la escuela St. Catherine. Se casó con Derek Warin y tuvo 2 hijos, Nicholas y Amada.
Egresada del Real Academia de Arte Dramático, ha recibido diversos reconocimientos en el ámbito teatral, entre ellos el Premio Laurence Olivier en la categoría actriz del año en un revival en 1976 y 1978 por sus roles en A Month In The Country estrenada en el Albery Theatre y The Double Dealer en el Royal National Theatre de Londres respectivamente. Además, recibió una nominación al Premio Tony a la mejor actriz de una obra de teatro en 1960 por su papel en Portrait of a Queen.
En el ámbito de la televisión fue nominada a dos British Academy Television Awards a la mejor actriz de televisión por The Six Wives of Henry VIII y W. Somerset Maugham en 1971, y por South Riding en 1975.
En el cine, participó en diversas películas a lo largo de su carrera, incluyendo La importancia de llamarse Ernesto (1952) y Savage Messiah (1972) por las que fue nominada al Premio BAFTA y a la novata más promisoria en el cine y mejor actriz respectivamente.
Fue nombrada comendador de la Orden del Imperio británico (CBE) en 1967 y dama comendadora (DBE) en 2000.

## Premios y nominaciones
| Año  | Premio                          | Categoría                          | Trabajo                                                                  | Resultado | refs   |
| ---- | ------------------------------- | ---------------------------------- | ------------------------------------------------------------------------ | --------- | ------ |
| 1953 | Premios BAFTA                   | Novata más promisoria en el cine   | The Importance of Being Earnest                                          | Nominada  | [ 9 ]  |
| 1960 | Premio Evening Standard Theatre | Mejor actriz                       | Twelfth Night                                                            | Ganadora  | [ 11 ] |
| 1960 | Premio Tony                     | Mejor actriz en una obra de teatro | Portrait of a Queen                                                      | Nominada  | [ 6 ]  |
| 1971 | Premio BAFTA TV                 | Mejor actriz de televisión         | The Six Wives of Henry VIII Somerset Maugham Series (Flotsam and Jetsam) | Nominada  | [ 7 ]  |
| 1973 | Premio BAFTA                    | Mejor actriz                       | Savage Messiah                                                           | Nominada  | [ 10 ] |
| 1975 | Premio Evening Standard Theatre | Mejor actriz                       | A Month in the Country                                                   | Ganadora  | [ 11 ] |
| 1975 | Premio BAFTA TV                 | Mejor actriz de televisión         | South Riding                                                             | Nominada  | [ 8 ]  |
| 1976 | Premio Laurence Olivier         | Mejor actriz en un revival         | A Month in the Country                                                   | Ganadora  | [ 1 ]  |
| 1978 | Premio Laurence Olivier         | Mejor actriz en un revival         | The Double Dealer                                                        | Ganadora  | [ 2 ]  |